# Casa Vilarrasa
La casa Vilarrasa és un edifici de Montcada i Reixac (Vallès Occidental) inclòs a l'Inventari del Patrimoni Arquitectònic de Catalunya. Can Vilarrasa va ser propietat de Ramon Masagué, carnisser d'ofici i després va passar als seus nets.

## Descripció
És una casa unifamiliar de planta baixa i pis. La planta baixa està ocupada per la botiga i el pis per l'habitació. És en aquest registre superior on es conserva l'estructura primigènia de la casa, la planta baixa és de nova factura. El pis presenta una balconada seguida amb barana de ferro forjat i a la que hom hi accedeix mitjançant dues obertures rectangulars que, a la llinda, presenten ornamentació en relleu de tipus floral i naturalista. A la part superior d'aquestes hi ha una motllura en ressalt per a la protecció de la finestra i trencaaigües amb un treball de coronament de cresteria. Per sota la motllura hi ha elements en forma de modillons, adossats a la façana. La barana del balcó presenta un ritme ondulant a la part inferior en forma còncava i es troba formada per brèndoles de tirabuixó. La llosana, està sostinguda per modillons ondulants de formes còncaves i convexes amb elements florals decoratius, segueix el mateix ritme continuat de la barana.
La façana en tota la seva part superior conserva un dibuix esgrafiat d'aspecte romboïdal. Abans de la barana del terrat hi ha un voladís a partir dels quals sorgeix la dita barana. No és de balustres sinó de traceria i elements florals. El seu treball petri s'alterna amb els pilars on hi ha esgrafiats uns gerros. Presenta elements de boles i cònics que la coronen.